# Josef Engel (politik)
Josef Engel (19. ledna 1830 Prešpurk – 28. dubna 1900 Olomouc) byl rakouský podnikatel a politik německé národnosti z Moravy, na konci 19. století poslanec Říšské rady a starosta Olomouce.

## Biografie
Narodil se v Prešpurku, ale již koncem roku 1830 se s rodiči přestěhoval do Olomouce. Vychodil nižší gymnázium v Olomouci a nastoupil do podniku svého otce, obchodníka Wilhelma Engela. Udržoval kontakty se studentskými přáteli, zejména s pozdějším předákem moravských Němců Eduardem Sturmem. Po nabytí zkušeností v otcově živnosti nastoupil Engel do velkoobchodní firmy ve Vídni, pak se vrátil do rodinného podniku v Olomouci. V roce 1857 převzal vedení firmy po otci. 30. května 1859 se jeho manželkou stala Emilie Mandelblüh, která byla dcerou moravského německého politika Franze Mandelblüha. Měl dva syny a dvě dcery. Obě dcery se provdaly do vlivných rodin. Jedna se stala manželkou zemského poslance Karla Schröttera ml., druhá měla za manželka plukovníka Franze Riegera.
Získal titul šlechtice a byl aktivní v místní politice. Působil jako starosta Olomouce. Starostenský úřad zastával od listopadu 1872 až do října 1896. Ve funkci starosty vystřídal zesnulého Karla Schröttera. Během jeho éry prodělal Olomouc mimořádný rozmach. Došlo k zrušení pevnostního systému, rozvoji školství. Jeho působení v městské samosprávě ovšem bylo staršího data. Již v únoru 1861 byl poprvé zvolen do obecního zastupitelstva, v říjnu 1865 byl zvolen opětovně a pak mnohkrát znovu. V obecním samosprávném sboru nepřetržitě zasedal až do roku 1896. Od roku 1865 zasedal také v olomoucké obchodní a živnostenské komoře. V roce 1875 mu byl udělen Řád Františka Josefa, v roce 1880 Řád železné koruny. Město Olomouc mu 6. září 1880 udělilo čestné občanství. Napsal rovněž dvě krátké divadelní veselohry.
V zemských volbách roku 1871 byl zvolen na Moravský zemský sněm za kurii obchodních a živnostenských komor, obvod Olomouc. Na sněmu se ale fakticky neprojevil, protože němečtí poslanci se ze zemského sněmu ihned stáhli a následně proběhly nové volby.
Byl i poslancem Říšské rady (celostátního parlamentu Předlitavska), kam usedl v doplňovacích volbách roku 1895 za kurii městskou na Moravě, obvod Olomouc, Německý Brodek atd. Nastoupil 9. července 1895 místo Augusta Weebera. Ve volebním období 1891–1897 se uvádí jako Josef von Engel, starosta, bytem Olomouc. V roce 1895 byl na Říšské radě přijat do klubu Sjednocené německé levice, do kterého se spojilo několik ústavověrných (liberálně a centralisticky orientovaných) proudů.
Roku 1896 se stáhl z veřejného a politického dění. Zemřel v dubnu 1900 po dlouhé nemoci.